# Milicia Republicana
La Milicia Republicana fue una organización paramilitar chilena que funcionó entre 1932 y 1936.

## Historia
A pocos días de terminada la República Socialista de Chile, el 24 de julio de 1932 es fundada, la Milicia Republicana, bajo el lema "Orden, Paz, Hogar y Patria", y designando como su primer comandante a Eulogio Sánchez Errázuriz, cargo que ocuparían más tarde Enrique Spoerer Jardel y Julio Schwarzenberg.
Fue un ejército creado y organizado, compuesto por cincuenta a ochenta mil civiles, y que se opuso tenazmente a que los militares volvieran a incursionar en la arena política, en clara respuesta al golpe de Estado y posterior formación de la República Socialista de Chile, en la cual militares del aire se tomaron el poder. El 13 de octubre de 1934 más de cuarenta mil de sus miembros desfilaron en Santiago como muestra de su poderío.
Luego de restablecer la normalidad, se pensaba que gran parte de las fuerzas armadas seguían influenciadas por grupos anarquistas y comunistas, estos últimos apoyados por la Unión Soviética.
Esta organización contó con regimientos distribuidos a lo largo del país, desde Arica a Punta Arenas, y dos escuelas de cadetes. Para su funcionamiento tuvo armamento liviano y pesado, autos, camiones y aviones. Creó una fuerte divergencia entre los tres poderes del Estado y las Fuerzas Armadas en general, y en el Ejército en particular por su condición de "milicia armada". Fue una organización pluriclasista, pluripartidista y antisistémica. La intención detrás de su creación era debilitar el poder de los militares, permitiendo a Alessandri purgar al ejército de oficiales golpistas y anticonstitucionalistas. Algo similar había hecho Diego Portales un siglo atrás, que creó la Guardia Nacional mientras desterraba a los oficiales liberales.
Terminó su acción después de cuatro años de funcionamiento e intentó crear un partido político en 1937, la Acción Nacional, sin buenos resultados. Para esos tiempos, el nuevo régimen estaba consolidado se le consideraba innecesaria.